# Европско првенство у атлетици у дворани 1976 — бацање кугле за мушкарце
Такмичење у бацању кугле у мушкој конкуренцији на 7. Европском првенству у атлетици у дворани 1976. одржано је 22. фебруара, у   Олимпијској хали, у Минхену (Западна Немачка).
Титулу европског првака освојену на Европском првенству у дворани 1975. у Катовицама није бранио Ванчо Стојев из Бугарске.

## Земље учеснице
Учествовало је 10 бацача кугле из 7 земаља.
1. Бугарска (2)
2. Чехословачка (1)
3. Француска (2)
4. Исланд (1)
5. Источна Немачка (1)
6. Уједињено Краљевство (1)
7. Совјетски Савез (2)

## Рекорди
| Рекорди пре почетка Европског првенства у дворани 1975.     | Рекорди пре почетка Европског првенства у дворани 1975. | Рекорди пре почетка Европског првенства у дворани 1975. | Рекорди пре почетка Европског првенства у дворани 1975. | Рекорди пре почетка Европског првенства у дворани 1975. | Рекорди пре почетка Европског првенства у дворани 1975. |
| ----------------------------------------------------------- | ------------------------------------------------------- | ------------------------------------------------------- | ------------------------------------------------------- | ------------------------------------------------------- | ------------------------------------------------------- |
| Светски рекорд                                              | Џорџ Вуд                                                | САД                                                     | 22,02                                                   | Инглвуд, САД                                            | 9. фебруар 1974.                                        |
| Европски рекорд у дворани                                   | Џефри Кејпс                                             | Уједињено Краљевство                                    | 20,98                                                   | Лос Анђелес САД                                         | 16. јануар 1976.                                        |
| Рекорди европских првенстава                                | Џефри Кејпс                                             | Уједињено Краљевство                                    | 20,95                                                   | Гетеборг Шведска                                        | 10. март 1974.                                          |
| Најбољи светски резултат сезоне у дворани                   | Џефри Кејпс                                             | Уједињено Краљевство                                    | 20,98                                                   | Лос Анђелес САД                                         | 16. јануар 1976.                                        |
| Најбољи европски резултат сезоне у дворани                  | Џефри Кејпс                                             | Уједињено Краљевство                                    | 20,98                                                   | Лос Анђелес САД                                         | 16. јануар 1976.                                        |
| Рекорди после завршеног Европског првенства у дворани 1976. |                                                         |                                                         |                                                         |                                                         |                                                         |
| Нових рекорда није било                                     |                                                         |                                                         |                                                         |                                                         |                                                         |

## Освајачи медаља
|                                  |                             |                                       |
| Џефри Кејпс Уједињено Краљевство | Герд Лохман Источна Немачка | Александар Баришњиков Совјетски Савез |

## Резултати

### Финале
| Место | Атлетичар             | Земља                | Резултат | Белешка |
| ----- | --------------------- | -------------------- | -------- | ------- |
|       | Џефри Кејпс           | Уједињено Краљевство | 20,64    |         |
|       | Герд Лохман           | Источна Немачка      | 20,29    |         |
|       | Александар Баришњиков | Совјетски Савез      | 20,02    |         |
| 4.    | Анатолиј Јарошh       | Совјетски Савез      | 19,38    |         |
| 5.    | Михаил Кјошев         | Бугарска             | 19,22    |         |
| 6.    | Ив Брузе              | Француска            | 19,13    | ЛРд     |
| 7.    | Мирослав Јаноушек     | Чехословачка         | 18,99    |         |
| 8.    | Николај Христов       | Бугарска             | 18,58    |         |
| 9.    | Хрејдн Халдоурсонon   | Исланд               | 18,41    |         |
| 10.   | Арнжол Бер            | Француска            | 18,35    | ЛРд     |

## Укупни биланс медаља у бацању кугле за мушкарце после 7. Европског првенства у дворани 1970—1976.
|    | Земља                |   |   |   |    |
| -- | -------------------- | - | - | - | -- |
| 1. | Источна Немачка      | 3 | 4 | 0 | 7  |
| 2. | Уједињено Краљевство | 2 | 1 | 0 | 3  |
| 3. | Чехословачка         | 1 | 0 | 3 | 4  |
| 4. | Бугарска             | 1 | 0 | 0 | 1  |
| 5. | Совјетски Савез      | 0 | 1 | 2 | 3  |
| 6, | Пољска               | 0 | 1 | 0 | 1  |
| 8. | Француска            | 0 | 0 | 1 | 1  |
| 8. | Шведска              | 0 | 0 | 1 | 1  |
|    | Укупно {9}           | 7 | 7 | 7 | 21 |

|    | Атлетичар              | Земља                |   |   |   |   |
| -- | ---------------------- | -------------------- | - | - | - | - |
| 1. | Хартмут Бризеник       | Источна Немачка      | 3 | 0 | 0 | 3 |
| 2. | Џефри Кејпс            | Уједињено Краљевство | 2 | 1 | 0 | 3 |
| 3. | Јарослав Брабец        | Чехословачка         | 1 | 0 | 2 | 3 |
| 4. | Хајнц-Јоахим Ротенбург | Источна Немачка      | 0 | 2 | 0 | 2 |
| 4. | Герд Лохман            | Источна Немачка      | 0 | 2 | 0 | 2 |
| 6. | Валериј Волкин         | СССР                 | 0 | 1 | 1 | 2 |